# Saftlevenstraat
De Saftlevenstraat is een straat in het centrum van Rotterdam. De straat ligt tussen de Nieuwe Binnenweg en de Rochussenstraat.
De Saftlevenstraat stamt uit het eind van de 19e eeuw en eindigde aanvankelijk bij het Land van Hoboken. In de jaren dertig werd de Rochussenstraat aangelegd. De Saftlevenstraat heeft in de jaren negentig een zeer onrustige geschiedenis achter de rug, zodat het de eerste straat in Rotterdam werd met camerabewaking. Op de oosthoek van de Nieuwe Binnenweg en de Saftlevenstraat werd in verband met druggerelateerde incidenten een bewakingscamera in de openbare ruimte aangebracht. Het voornemen tot plaatsing van de nog steeds aanwezige camera leidde tot veel discussie. De laatste jaren keerde de rust terug en bloeide de straat op, parallel aan de ontwikkeling van de nabijgelegen Nieuwe Binnenweg, waar zich steeds meer trendy winkels en restaurants vestigden.
De roman Bint van F. Bordewijk speelde zich voor een deel af in de Saftlevenstraat. In deze straat is dan ook een plaquette aangebracht op het huis waar Bint zou hebben gewoond. De werkelijkheid is echter dat Bordewijk deze straat slechts gekozen schijnt te hebben vanwege de merkwaardige naam. Saftleven is een Rotterdamse schildersfamilie uit de 17e eeuw.
Admiraal de Ruyterweg ·
Admiraliteitskade ·
Aert van Nesstraat ·
Baan ·
Batavierenstraat ·
Beukelsdijk ·
Beursplein ·
Beurstraverse ·
Binnenweg ·
Binnenwegplein ·
Binnenrotte ·
Blaak ·
Boezemweg ·
Boompjes ·
Bosland ·
Botersloot ·
Burgemeester van Walsumweg ·
Churchillplein ·
Coolsingel ·
Coolvest ·
Eendrachtsplein ·
Eendrachtsweg ·
Geldersekade ·
Goudsesingel ·
's-Gravendijkwal ·
Haagseveer ·
Henegouwerlaan ·
Hofdijk ·
Hofplein ·
Hoogstraat ·
Jonker Fransstraat ·
Karel Doormanstraat ·
Kipstraat ·
Kolk ·
Koningin Emmaplein ·
Korte Hoogstraat ·
Kruiskade ·
Kruisplein ·
Leuvehoofd ·
Lijnbaan ·
Lombardkade ·
Maasboulevard ·
Mariniersweg ·
Mathenesserlaan ·
Mauritsweg ·
Meent ·
Museumpark ·
Oostmolenwerf ·
Oostplein ·
Oude Binnenweg ·
Parkkade ·
Parklaan ·
Pim Fortuynplaats ·
Plein 1940 ·
Pompenburg ·
Rochussenstraat ·
Saftlevenstraat ·
Schiedamsedijk ·
Schiedamse Vest ·
Schouwburgplein ·
Spaansekade ·
Stadhuisplein ·
Stationsplein ·
Stroveer ·
Van Oldenbarneveltstraat ·
Vasteland ·
Veerkade ·
Weena ·
Westblaak ·
Westerkade ·
West-Kruiskade ·
Westersingel ·
Westplein ·
Willemskade ·
Willemsplein ·
Witte de Withstraat